# Sławomir Wolski
Sławomir Mirosław Wolski (ur. 2 stycznia 1957 w Łukowie) – polski muzyk, autor tekstów piosenek, kompozytor, aranżer, instrumentalista, copywriter. Ukończył polonistykę na Uniwersytecie Warszawskim. Członek stowarzyszenia ZAKR i ZAIKS.

## Życiorys
Działalność artystyczną rozpoczynał w latach 1978–1985 jako autor i wykonawca własnych ballad, które śpiewał przy akompaniamencie gitary w nurcie tzw. autorskiej piosenki studenckiej. Zdobył wiele nagród i wyróżnień na festiwalach piosenki amatorskiej i studenckiej.
W latach 1984–1989 pisał teksty piosenek dla wykonawców z kręgu muzyki jazz i rock, m.in. dla Grażyny Auguścik, Martyny Jakubowicz oraz dla zespołu Daab, który do dziś ma w swym repertuarze piosenki autorstwa S. Wolskiego, m.in. "Podzielono świat", "Przesłanie z daleka", "Nie wolno"(nie ufać).
W 1985 r. rozpoczął trwającą do dziś współpracę z toruńskim piosenkarzem - Mariuszem Lubomskim. Jednym z ich pierwszych, wspólnych utworów był "Underground" - piosenka Toma Waitsa, do której Wolski napisał polski tekst. Lubomski zaśpiewał ją w 1987 r. na XXIII Studenckim Festiwalu Piosenki w Krakowie, zdobywając główną nagrodę. Obaj twórcy założyli w 1988 r. zespół Lubomski Na Reszcie, którego repertuar stanowiły wyłącznie piosenki z tekstami Wolskiego. Formacja nie zrealizowała płyty, jednak dużo koncertowała, nagrywała dla radia i telewizji, a piosenka pt. "Spacerologia" gościła na liście przebojów radiowej Trójki. Po rozwiązaniu zespołu (1991), większość piosenek z repertuaru zespołu Lubomski Na Reszcie znalazła się na solowych płytach Lubomskiego - Śpiewomalowanie (1994) oraz Lubomski w Trójce (1998). W listopadzie 2008 r. ukazała się kolejna płyta Lubomskiego pt. Ambiwalencja, wypełniona głównie premierowymi piosenkami z nowymi tekstami Wolskiego.
W maju 1989 r. Wolski w roli akordeonisty wystąpił u boku Renaty Przemyk na XXV Studenckim Festiwalu Piosenki w Krakowie. Renata Przemyk zdobyła Grand Prix i nagrodę dziennikarzy, wykonując piosenki autorstwa S. Wolskiego. W efekcie tego sukcesu wspólnie powołali do życia zespół Ya Hozna. Wydana w 1990 r. winylowa płyta długogrająca Ya Hozna weszła do kanonu polskich wydawnictw muzycznych i doczekała się od tamtej pory kilku reedycji, już w wersjach compact disc. Pochodzą z niej piosenki autorstwa Wolskiego, takie jak "Babę zesłał Bóg", "Kochaj mnie jak wariat", "Protest dance/Tańczę na stole".
Po rozstaniu z Przemyk (1990), Wolski nadal prowadził zespół Ya Hozna i pod tym szyldem wydał kolejną płytę pt. "Szafa gra" (1995), na której objął też rolę wokalisty. Zespół Ya Hozna zawiesił działalność w 1996 r.
W 1992 r. zaczął jednocześnie wykonywać zawód copywritera, a także kompozytora muzyki reklamowej. Ma na swym koncie wiele nagród za literackie kreacje kampanii reklamowych (m.in. Złote Orły, KTR) oraz nagrodę Tytana na festiwalu reklamy KrakFilm 1995 za muzykę do filmu reklamującego piwo EB.
Sławomir Wolski jest współtwórcą internetowego serwisu filmowego Millionyou, który rozpoczął działalność w lutym 2008 r.
W październiku 2011 r. piosenki z tekstami S. Wolskiego (pt. „Przeznaczenia” i „Pokrzep mnie”) wykonał na 47. Studenckim Festiwalu Piosenki w Krakowie Tomasz Steńczyk, zajmując pierwsze miejsce w konkursie. Efektem współpracy obu artystów stała się wydana w lutym 2013 r. debiutancka płyta T. Steńczyka zatytułowana Myślibitwa, na której znalazło się dziewięć piosenek ze słowami S. Wolskiego.

## Dyskografia
- Ya Hozna (1990)
- Szafa gra (1995)